# 20526 Батомпсон
20526 Батомпсон (20526 Bathompson) — астероїд головного поясу, відкритий 7 вересня 1999 року.
Тіссеранів параметр щодо Юпітера — 3,586.